# Conocybe rugosa

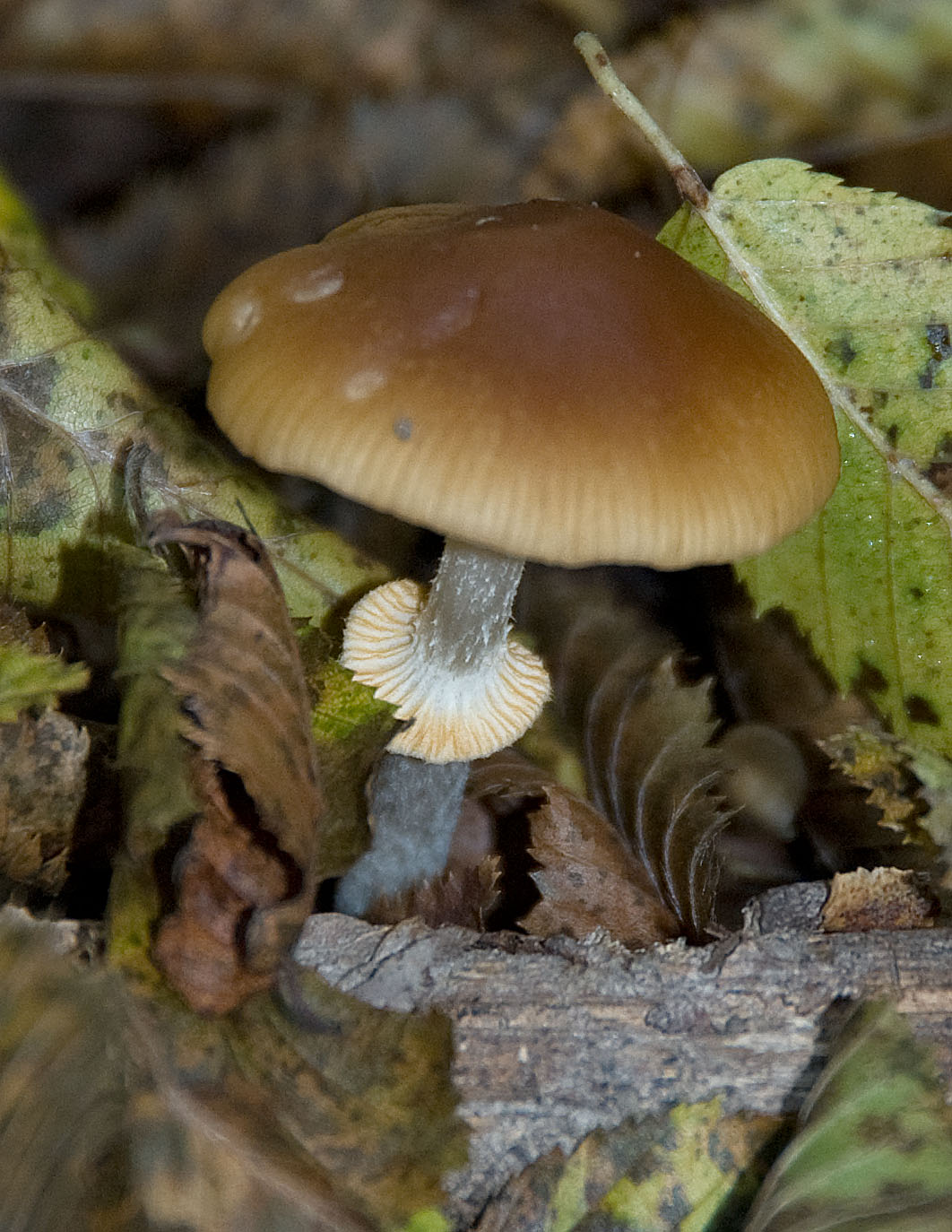

Conocybe rugosa (Peck) Watling – gatunek grzybów z rodziny gnojankowatych (Bolbitiaceae).

## Systematyka i nazewnictwo
Pozycja w klasyfikacji według Index Fungorum: Conocybe, Bolbitiaceae, Agaricales, Agaricomycetidae, Agaricomycetes, Agaricomycotina, Basidiomycota, Fungi.
Po raz pierwszy opisał go w 1898 r. Charles Horton Peck nadając mu nazwę Pholiota rugosa. Obecną, uznaną przez Index Fungorum nazwę nadał mu Roy Watling w 1981 r.
Synonimy:
- Pholiota rugosa Peck 1898
- Pholiotina filaris var. rugosa (Peck) Singer 1951
- Pholiotina rugosa (Peck) Singer 1948[2].

## Morfologia
Kapelusz
Średnica 1–2 cm, początkowo szeroko stożkowy do szeroko dzwonkowatego, później przechodzący w szeroko wypukły do płaskowypukłego, czasem z centralnym garbkiem. Powierzchnia w dotyku tłusta, gładka, naga lub drobno pomarszczona na środku, ciemnopomarańczowo-brązowa na środku i żółtawo-brązowa w kierunku brzegu. Brzeg prążkowany, mniej więcej do połowy kapelusza.
Blaszki
Wąsko przyrośnięte, gęste, z licznymi międzyblaszkami, białawe, przechodzące w brązowawe, początkowo pokryte białawą częściową osłoną.
Trzon
Wysokość 2–3,5 cm, grubość 2–3 mm,kruchy, równy powyżej lekko napęczniałej podstawy. Powierzchnia brązowawa w dolnej części i biaława w górnej, oprószona do włókienkowatej, z dość trwałym, białawym do brązowawego, rozszerzającym się do góry pierścieniem, który czasami ma rowkowaną górną krawędź.
Miąższ
Cienki, wodnisty brązowawy, nie zmieniający barwy po uszkodzeniu, bez charakterystycznego zapachu i smaku.
Cechy mikroskopowe
Podstawki z 4 sterygmami, 20–25 × 6–8 µm, maczugowate. Pleurocystyd brak. Cheilocystydy 30–35 × 6–8 µm. butelkowate, większość z dość długą szyją, cienkościenne, gładkie, szkliste w KOH. Zarodniki 8–9 × 5–6 µm, elipsoidalne z porami rostkowymi 1–1,5 µm, gładkie, ze ściankami o grubości około 0,5 µm, jasny pomarańczowo-brązowe w KOH. Skórka zbudowana z gruszkowatych, gładkich i szklistych w KOH komórek o średnicy do 25 µm.
Gatunki podobne
Jest wiele podobnych gatunków z rodzajów Conocybe, Agrocybe i Tubaria. Conocybe rugosa odróżnia się od nich jednak wyraźnym pierścieniem, niektórymi innymi cechami makroskopowymi i cechami mikroskopowymi. Podobna jest hełmówka jadowita (Galerina marginata), ale jest większa i rośnie na zwalonych kłodach, a nie na ziemi.

## Występowanie i siedlisko
Conocybe rugosa występuje na wszystkich kontynentach poza Antarktydą. W opracowanym przez W. Wojewodę wykazie wielkoowocnikowych grzybów podstawkowych Polski brak tego gatunku. W Polsce po raz pierwszy jego stanowiska podali A. Kujawa i B. Gierczyk w 2011 roku. Aktualne stanowiska podaje internetowy atlas grzybów. Znajduje się w nim na liście gatunków zagrożonych i wartych objęcia ochroną.
Naziemny grzyb saprotroficzny. Występuje w lasach, ale także na obszarach zurbanizowanych, na szczątkach drzewnych. Owocniki pojawiają się samotnie lub w grupach na ziemi wiosną i latem.